# Kahler Speckkäfer
Der Kahle Speckkäfer (Trogoderma glabrum) ist eine Käferart aus der Familie der Speckkäfer (Dermestidae). Er tritt in naturbelassenen Lebensräumen in Mulmhöhlen oder an totem Holz von Bäumen und in Bienennestern auf. Häufiger ist er im menschlichen Siedlungsbereich (synanthrop) in Wohn- und Lagerhäusern zu finden. Er gilt als Vorratsschädling, ist aber in dieser Hinsicht ökonomisch weitaus weniger bedeutsam als andere Arten der Gattung Trogoderma.

## Merkmale
Der Käfer erreicht eine Körpergröße zwischen 2 und 4,2 Millimeter. Er besitzt einen ovalen, geschlossenen Körperumriss, Pronotum und Elytren sind nicht winklig gegeneinander abgesetzt. Die Kutikula ist dicht behaart und nicht beschuppt. In die unauffällig dunkle Behaarung sind gelbe und weiße Haare beigemischt, die sich auf den Flügeldecken sehr oft zu drei unscharf begrenzten, welligen Querbinden anordnen. Die Haare sind aber bei älteren Exemplaren oft teilweise abgerieben und die Binden dann nicht mehr erkennbar. Der Körper ist überwiegend schwarz gefärbt. Die Spitzen der Flügeldecken, die Schultern und die Seiten des Pronotum können manchmal rotbraun aufgehellt sein, die helle Farbe bildet aber niemals Bänder der Querbinden aus, auch unter den Haarbinden ist die Kutikula schwarz. Schienen, Tarsen und Antennen sind rotgelb gefärbt. Der Kopf trägt etwas vorstehende, schwach ausgerandete Komplexaugen. Die Fühler besitzen eine undeutlich abgesetzte fünfgliedrige Keule.
Die Art ist sehr schwierig von nahe verwandten Art Trogoderma longisetosum Chao & Lee, 1966 zu unterscheiden, die erst seit kurzer Zeit aus Ostasien nach Mitteleuropa eingeschleppt worden ist. Diese ist nur an Details der männlichen Genitale und der Form des letzten Fühlerglieds differenzierbar.
Die Larven tragen am Körperende keine Urogomphi. Ihre Oberfläche ist dicht schwarz behaart, wobei zwischen den gewöhnlichen Setae eingestreut deutlich speerförmige Setae (Hastisetae) sitzen. Diese entspringen aus den abgesetzt sklerotisierten, hinteren Abschnitten der Abdominalsegmente. Die kurzen Fühler sind dreisegmentig, wobei das dritte Segment etwa gleich lang ist wie das zweite. Von den verwandten Arten ist die Larve meist schon an der sehr dunklen Färbung der Tergite und den sehr dichten Borstenbändern auf den hinteren Abdominaltergiten zu unterscheiden.

## Verbreitung
Der Käfer gilt in seiner ursprünglichen Verbreitung als paläarktisch, ist heute aber vom Menschen weltweit verschleppt (kosmopolitisch). Sein genaues Herkunftsgebiet ist unbekannt ("kryptogene" Art). Es ist deshalb unsicher, ob er in Mitteleuropa wirklich indigen ist. So tritt er zum Beispiel in England nur synanthrop, nicht im Freiland auf. Der erste Nachweis in den USA war in Saint Paul (Minnesota) 1934.

## Biologie und Lebensweise
Die Käfer und Larven werden meist in Vorräten tierischer und pflanzlicher Herkunft angetroffen und gelten als Vorratsschädlinge. Die Larven bevorzugen relativ hohe Temperaturen, ungefähr zwischen 25 und 35 °C. Bei noch höheren Temperaturen steigt die Mortalität der Larven stark an. Optimal für sie sind 70 Prozent relative Luftfeuchtigkeit. Männliche Larven durchlaufen fünf bis sechs Larvenstadien, weibliche meist eines mehr. Die Entwicklung vom Ei bis zur Imago wird unter günstigen Bedingungen in etwa 30 bis 50 Tagen durchlaufen, dauert aber bei tieferen Temperaturen merklich länger. Imagines der Käfer können sich von Getreide oder auch von Pollen ernähren.
Im Freiland werden Larven der Art verbreitet in Nestern von Wildbienen angetroffen. Bei einer Untersuchung an der Roten Mauerbiene Osmia rufa und der Gehörnten Mauerbiene Osmia cornuta in Serbien war die Art in Nestern weit verbreitet. Schädlich für die Bienen ist sie dabei in der Regel nicht.

## Feinde
Die Plattwespe Laelius pedatus (Fam. Bethylidae) ist ein Parasitoid der Larven von Trogoderma glabrum und wurde für die Verwendung in der biologischen Schädlingsbekämpfung getestet. Im Gegensatz zum verwandten Trogoderma variabile waren die Resultate aber nicht sehr gut. Ein bedeutsamer Feind ist die Schizogregarine Mattesia trogodermae (Apicomplexa oder Sporozoa, Adeleorina). Diese Art wird dafür verantwortlich gemacht, dass die in den 1950er Jahren als bedeutsamer Schädling eingestufte Art heute in den USA ökonomisch bedeutungslos ist.

## Retrogressive Entwicklung
Wie einige andere Material- und Vorratsschädlinge auch, kann die Larve von Trogoderma glabrum auch bei sehr geringwertiger Nahrung lange überleben. Unter diesen Bedingungen frisst sie weiter und häutet sich auch in regelmäßigen Abständen, obwohl weder Wachstum noch echte Entwicklung möglich sind. Die Larven verbleiben unter diesen Bedingungen bei der Häutung im selben Stadium und werden dabei oft von Häutung zu Häutung kleiner. Diese sogenannte retrogressive Entwicklung kann jederzeit in eine normale Entwicklung übergehen, wenn das Nahrungsangebot wieder besser wird. Dies ist sogar mehrfach in Folge möglich.
Die retrogressive Entwicklung der Larven von Trogoderma glabrum wurde Anfang der 1970er Jahre durch den amerikanischen Forscher Stanley T. Beck intensiv erforscht. Dabei fand er heraus, dass sich das Leben der Käferlarve auf diese Weise zwar lange, aber nicht unbegrenzt verlängern ließ. Der Kahle Speckkäfer hat eine Lebenserwartung von etwa acht Wochen von der Eiablage bis zum Tod der Imago, die Käfer konnten auf die oben beschriebene Weise jedoch bis zu zwei Jahre am Leben erhalten werden (13-fache Lebensverlängerung). Das ist möglicherweise die massivste künstliche Lebensverlängerung, die bisher bei irgendeinem Organismus Erfolg hatte.